# برج جدة
برج جدة (بالإنجليزية: Jeddah Tower) وعُرف سابقًا باسم برج الميل، وبرج المملكة. ناطحة سحاب تحت الإنشاء مخطط أن تكون الأطول في العالم عند الانتهاء منها، ومن المتوقع أن تنتهي أعمال الإنشاء بحلول عام 2028م. تقع في مدينة جدة في السعودية وأُعلِنَ عن المشروع في 17 سبتمبر 2007 من قبل شركة المملكة القابضة المملوكة للأمير الوليد بن طلال.
سيكون المشروع عند الانتهاء منه الأطول في العالم. وأيضًا ستصبح أول بناية في العالم تصل إلى نقطة الكيلو متر. كان مخططًا أن يصل البرج إلى ارتفاع 1 ميل (1.6 كيلو)، لكن بسبب التضاريس وحالة الأرض المقام عليها المشروع حالت دون ذلك، وسيكون ارتفاعه يزيد على 1000 متر. يقوم على إدارة إنشائه المعماري أدريان سميث. ويبنى البرج ضمن مشروع جدة العملاق، الذي يتميز بموقعه في منطقة إستراتيجية على بحر شمال مدينة جدة وسيضم المشروع برج شاهق الارتفاع ومتعدد الاستخدامات (سكن، مكاتب، فندق خمسة نجوم، مركز للتسوق، أعلى برج مراقبة). كما سيشمل المشروع منطقة سكنية بمساحة إجمالية قدرها مليونان ونصف متر مربع ومناطق إضافية للتسوق بمساحة قدرها 470 ألف متر مربع ومنطقة تعليمية بمساحة تقدر بـ150 ألف متر مربع، ومناطق للمكاتب التجارية تقدر مساحتها بـ800 ألف متر مربع، أما ما تبقى من الأرض فسيشمل مناطق للترفيه والسياحة والفنادق ذات الأربع نجوم بالإضافة إلى منتجع سياحي راقي وكل هذا في مدينة واحدة سُميّت بـ«مدينة جدة الاقتصادية».

## الجدول الزمني
في مايو 2008م، فُحِصَت التربة في المنطقة لقطع الشك حول ما إذا كان الموقع المقترح يمكن أن يدعم ناطحة سحاب تصل إلى الارتفاع المقترح وهو (أكثر من ميل)، وذكرت ميد أنه أُعِيدَ تحجيم المشروع مرة أخرى، مما يجعل المبنى أقصر بـ500 متر (1640 قدم).
في عام 2009م، أشارت تقارير وضعت المشروع على حافة الانهيار بسبب الأزمة الاقتصادية العالمية والتي بكتل وهي (الشركة الهندسية سابقًا) كانت «في عملية إنهاء مشاركتها في المشروع». شركة المملكة القابضة سارعت إلى انتقاد التقارير الإخبارية، وأصرت على أن المشروع لن يتوقف وجارٍ العمل على قدمٍ وساق.
في مارس 2010م، أُختير المعماري الأمريكي أدريان سميث ليقود دفّة هذا المشروع والذي سابقًا لم يكن يرد أن يدخل في مشاريع البنايات العالية جدًا التي قد تصل إلى كيلومتر واحد. في وقت لاحقٍ، عندما كان هذا الاقتراح أكثر جديّة، فاز المعماري أدريان سميث في مسابقة تصميم بين الشركات الرائدة بما في ذلك 8 من أضخم شركات البناء في العالم والتي كانت تتكون من كون بيدرسون فوكس، بيكارد شيلتون، بيلي بيلي كلارك، وفوستر وشركاه. يُذكر أّن شركة سميث عمِلَت سابقًا لـ«سكيدمور»، و«أوينغز وميريل»، و«برج خليفة»، غرينلاند نانجينغ المركز المالي في مدينة نانجينغ، الصين، وفندق وبرج ترامب في شيكاغو، ولاية إيلينوي، وبرج جين ماو في شنغهاي، وكذلك برج نهر اللؤلؤ، في قوانغتشو، الصين.
في أكتوبر 2010م، وقَّعت شركة المملكة القابضة اتفاقية تطوير مع شركة إعمار العقارية. وكان الارتفاع النهائي للمبنى موضع شكّ، ولكن أُكّد على أن يصل ارتفاع المشروع إلى أكثر من كيلومتر واحد. وقالت المملكة القابضة أنَّ البناء والتقدم معمول به حتى هذه الفترة.
في أبريل ويونيو 2011م، ذكرت عدّة وكالات أنباء من مصادر غير موثوقة أنّهُ تم الموافقة على تصميم البرج وأنّه سيُكلّف حوالي 112.5 مليار ريال سعودي (30 مليار دولار أمريكي)، وأنَّ التصميم سيكون جذريًا وسيصبح أكبر من التصميم الحالي، مع مساحة طابق أرضي تصل إلى 38,000,000 قدم مربع. إضافة إلى إدخال تكنولوجيا طاقة الرياح والطاقة المنتجة لتحقيق الاستدامة. وأيضًا ستُهيكل المدن والمناطق المجاورة للبرج ليكونَ فيها القدرة على استيعاب 80,000 مقيم و1,000,000 زائر. وفقًا لنوفوستي.
وقد ترددت شائعات حول الكثير من الأمور المتعلقة بالبرج، مثلًا، أنّ بسبب ارتفاع البرج الشاهق جدًا ستتجمد قمته خلال الليل، وأيضًا أنَّه ستُستخدم طائرات هليكوبتر للمشاركة في عملية البناء، وأنّ مظلات الباراشوت ستكون ضمن خطّة الهروب من الحريق، أيضًا لركوب المصعد إلى أعلى البرج سيستغرق ذلك 12 دقيقة باستخدام مصعد نموذجي وخمس دقائق في مصعد عالي السرعة. ونفى أدريان سميث جميع تلك الأقاويل في وقت سابق ردًا للشائعات التي نشرتها وسائل الإعلام.
في أوائل أغسطس 2011، تم اختيار مجموعة بن لادن كمقاول البناء الرئيسي مع توقيع عقد بـ4.6 مليار ريال سعودي (1.3 مليار دولار) والذي بدوره أقل ممَّا كان يكلف لبناء برج خليفة 1.5 مليار دولار أمريكي. وبحلول الثاني من أغسطس كُشِفَ عن التصاميم الجديدة وأفادت التقارير على نطاق واسع أنَّ المشروع حُدّدَ إلى ارتفاع 1000 متر (3281 قدم) وأيضًا حُدّدت مساحة البناء وهي 530,000 متر مربع وسوف يتطلب إنجاز هذا المشروع 63 شهرا للانتهاء منه كليًا. ومن المتوقع أن تبدأ أعمال البناء في موعد أقصاه ديسمبر 2011. وقد تمّ فعلًا الانتهاء من تصميم أساسيات المشروع وسُلّمت للمقاول لتكتمل.
الإعلان عن توقيع عقد البناء الرئيسي تسبب في ارتفاع مؤشر الأسهم المالية لشركة المملكة القابضة لتقفز إلى 3.2٪ محققة ذلك في غضون يوم ومسجلة بذلك ارتفاعًا بنسبة 21٪ في أرباح الربع الثاني. أيضا ولأول مرة، المهندسَيْن المعماريين جوردون جيل، وأدريان سميث يعلنان رسميًا مشاركتهما في المشروع، ومن المقرر الانتهاء من المشروع عام 2016م.
كلَّفت شركة القابضة شركة سابك السعودية المختصة بصناعة الحديد ومشتقات البناء بصناعة هيكل البرج وأساسته، وستُصنّع ثلاثة مليارات قطعة هيكلية للبرج، كذلك تعاقدت شركة القابضة مع شركة سابك بعقد وقدره 2.065 مليار ريال سعودي (550 مليون دولار أمريكي).
في فبراير 2014، تم الانتهاء من البناء الأساسي لما سيكون عليه أطول مبنى في العالم برج المملكة في جدة، حيث أُنشِئت ركائز طويلة بلغ عددها 270 ركيزة لتكون الأساس الأرضي للبرج. وتشمل الركائز التي حُفر لها لأعماق تتراوح بين 50 إلى 154 م تحت سطح الأرض بأقطار مختلفة لتثبيت أعمال الإنشاءات الأساسية للبرج.
قالت شركة خدمات تكنولوجيا الانشاءات المتطورة (ACTS) أنَّ البرج بجدة سيستهلك ما مجموعه 500 ألف متر مكعب من الخرسانة ونحو 80 ألف طن من الحديد. وكانت الشركة اختيرت من قبل مجموعة بن لادن كشركة مستقلة للاستشارات ومراقبة عمليات الجودة في مجال مواد البناء لمشروع البرج بجدّة. وقالت ACTS في بيانٍ لها أن الارتفاع العالي للبرج يستدعي أن تكون المواد المستخدمة في البناء ذات جودة عالية وأن تعمل على تسخير مختبر كامل التجهيزات على أرض المشروع الذي يضم أكثر من 100 خبير لتنفيذ عمليات ضبط الجودة اليومية. وتختص شركة ACTS في مجال مواد البناء والهندسة الجيوتقنية حيث تم تكليف الشركة بتنفيذ عمليات مراقبة الجودة لأنواع مواد البناء التي ستستخدم في بناء البرج، والذي سيبلغ ارتفاعه كيلومتر عن سطح الأرض حيث إنه سيصبح أعلى من برج خليفة بحوالي 173 متر على الأقل حسب بيان نشرته الشركة.
وسيكون البرج هو المشروع الأول والمحور الأساسي لمدينة المملكة المقامة في شمال مدينة جدة حيث تبلغ مساحة البناء الإجمالية 530 ألف متر مربع، وحُدّدت تكلفة الإنشاءات الأولية بمبلغ 1.23 مليار دولار. يذكر أن من بين المشاريع السابقة التي كُلفت بها الشركة لمراقبة الجودة مطار الملك عبد العزيز الدولي في جدة.
في أكتوبر 2024، أشارت شركة «المملكة القابضة» إن قيمة العقد 7.2 مليار ريال، وقد سُدّدَ ما يُقارب 1.1 مليار ريال سابقًا كجزءٍ من القيمة الإجمالية لما أُنجِزَ من أعمالٍ إنشائية للبرج.
وأشارت الشركة أيضًا إلى أنّه خلال فترة تنفيذ قدرها 42 شهرًا، ستقوم شركة جدة الاقتصادية بتمويل استكمال أعمال الإنشاءات للبرج من خلال مصادر التمويل الذاتية والتسهيلات البنكية.
وقد شُيّد 63 طابقًا من إجمالي 157 طابقًا. سيكون البرج ضمن المرحلة الأولى البالغ مساحتها 1.3 مليون متر مربع من إجمالي مساحة مدينة شركة جدة الاقتصادية البالغة ما يقارب 5.3 مليون متر مربع، بينما أُنتهيَ من أعمال البنية التحتية لكامل أرض المرحلة الأولى من المشروع البالغة 1.3 مليون متر مربع شاملةً الكهرباء والمياه والصرف الصحي وتصريف السيول بالإضافة إلى الإنترنت عالي السرعة.

## التصميم
صُمّم شكل المبنى الثلاثي والمنحدر من الخارج للحد والتخفيف من أضرار هبوب الرياح القوية. وأيضا لجعل المبنى مثالي من ناحية الاسترخاء والابتعاد عن صخب المدينة. التصميم العام للبرج، والذي توسط البحر الأحمر ومنطقة شرم أبحر حيث تأخذ أقصى درجات الاتساع للالتقاء بالبحر الأحمر من الناحية الغربية. فضلًا عن وجود ميناء وممر مائي سُيُبنىٰ حول البرج وهو الأول من نوعه.
كانت رؤية المصمم الوحيدة هي «تمثيل روح جديدة في المملكة العربية السعودية» واستغلال 23 ألف متر مربع والذي هو محيط برج المملكة الذي سيحتوي على ساحة عامة ومركز للتسوق، فضلا عن الكثير من المشاريع السكنية والتجارية، وسوف يتم تسمية تلك المنطقة بواجهة برج المملكة المائية. ويستقر برج المملكة على مساحة لا تقل عن نصف مليون متر كما هو الحال مع ناطحات السحاب الأخرى. بما في ذلك مركز المملكة في الرياض، والتي يعتبر أول من أطلق شرارة التطورات الأخيرة في المملكة والتي تقع في حي العليا.

## التفاصيل
مشروع لما يُنوى أن يكون أطول ناطحة سحاب في العالم، يقع الموقع المقرر للبرج في منطقة مكة المكرمة في مدينة جدة الواقعة في غرب المملكة العربية السعودية على ساحل البحر الأحمر. سوف تعمل شركة المملكة القابضة على تكرار النجاح الذي حققه مركز المملكة وذلك في مشاريع تطويرية جديدة بارزة في كل من الرياض وجدة. وكما في مركز المملكة، تخطط الشركة لإنشاء مناطق سكنية وتجارية جديدة هامة في هاتين المدينتين.تقع أرض جدة في الجزء الشمالي من المدينة على ساحل البحر الأحمر على الجانب الشمالي لشرم أبحر والبحر الأحمر، وهي منطقة معروفة بجمال طبيعتها والمرافق الخاصة بالشواطئ. وتبلغ مساحة هذه الأرض أكثر من مليوني متر مربع وتبعد حوالي 20 دقيقة بالسيارة عن مركز مدينة جدة وخمس دقائق إلى الشمال الغربي من مطار الملك عبدالعزيز. ويتألف الموقع من أرض مفتوحة ومستوية نسبياً وغير مطورة في الوقت الحاضر. وقد تم البناء في المنطقة المحيطة بها مباشرة حيث توجد مساكن خاصة وناد على الواجهة المطلة على البحر والمحاذية للموقع من الناحيتين الغربية والجنوبية. وقد اشترت الشركة أراض مجاورة تصل الموقع بشرم أبحر والبحر الأحمر.
وتخطط المملكة القابضة لاستخدام أرض جده لأغراض متنوعة منها التجاري والسكني وبناء منتجع سياحي تتوسطه ناطحة سحاب تحيط بها مرافق مختلفة منها مساحات خاصة بالمكاتب ووحدات سكنية، ومدرسة وفنادق وسوق تجاري. وسيتضمن المشروع تنفيذ بنية تحتية كبيرة بما في ذلك جسر علوي عبر خليج أبحر يصل بين الموقع ومركز المدينة والمطار في الجنوب لتقليل المسافات التي تقطعها السيارات.
وتقدر الشركة القيمة الإجمالية المحتملة لهذا المشروع الاستثماري بأكثر من 55 مليار ريال، وقد تم تكليف بوز آلن هاميلتون، وهي شركة عالمية رائدة في مجال التخطيط الاستراتيجي والاستشارات الإدارية، بإجراء تحليل للسوق بالنسبة لمختلف مكونات المشروع ودراسة التصميم العام للمشروع في ضوء هذا التحليل، وتقييم الأداء المالي المتوقع له مستقبلاً. كما كلفت الشركة كلاً من شركة العمرانية وشركة HOK بإعداد خطة أساسية للمشروع، وشركة بيكارد تشيلتون بتصميم ناطحة السحاب، إضافة إلى شركات هندسية متخصصة أخرى بالنسبة للتصميم المعماري والبنية الأساسية وتخطيط الشوارع وحركة السيارات والتكاليف والجدول الزمني للتنفيذ وغير ذلك.
سيضم المشروع برجاً شاهقاً، ووحدات سكنية ومحلات تجارية ومساحات مكتبية ومنتجعاً على الشاطئ وفندقين من فئة خمس نجوم ومدرسة.

## معرض الصور

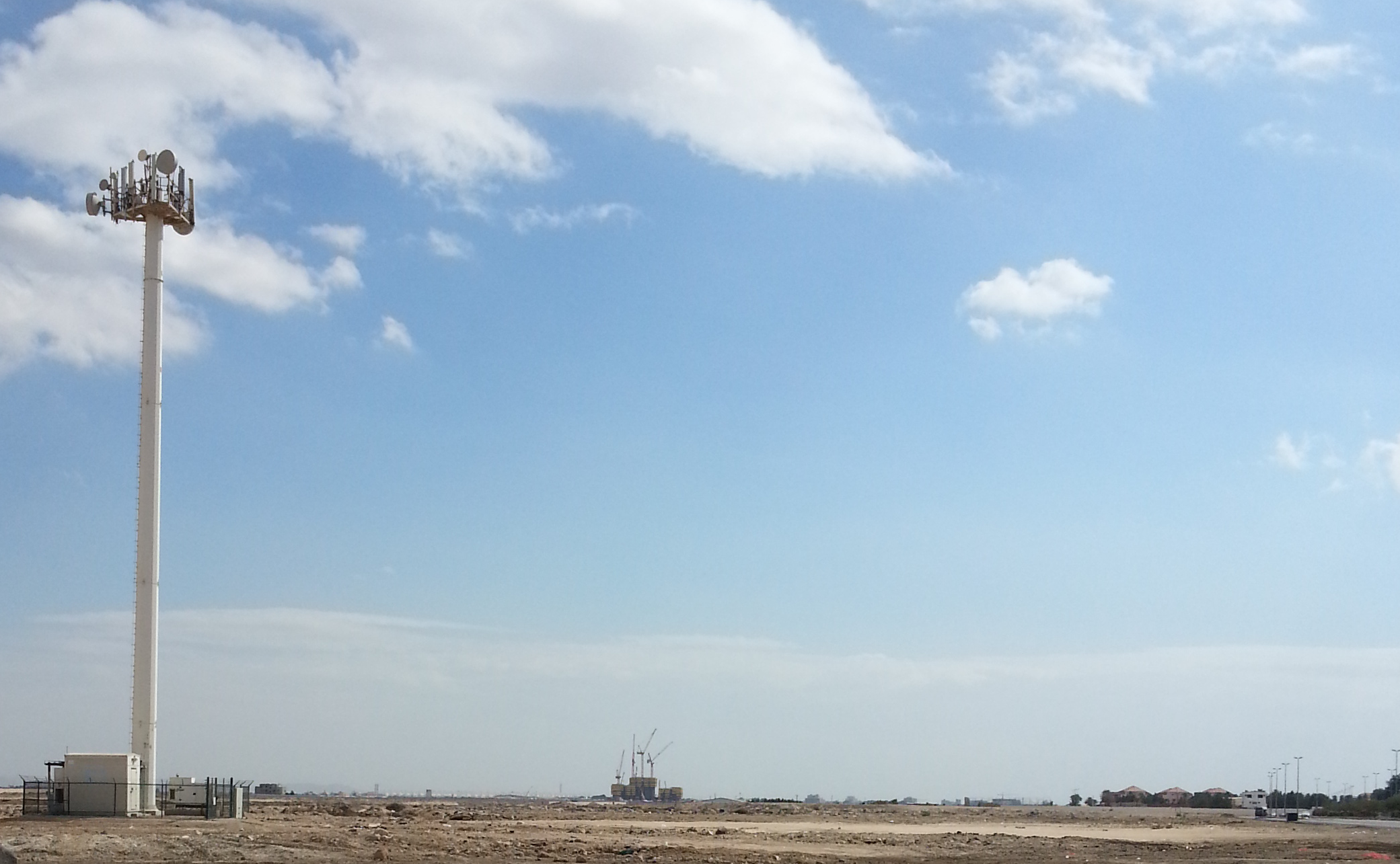
يناير 2015
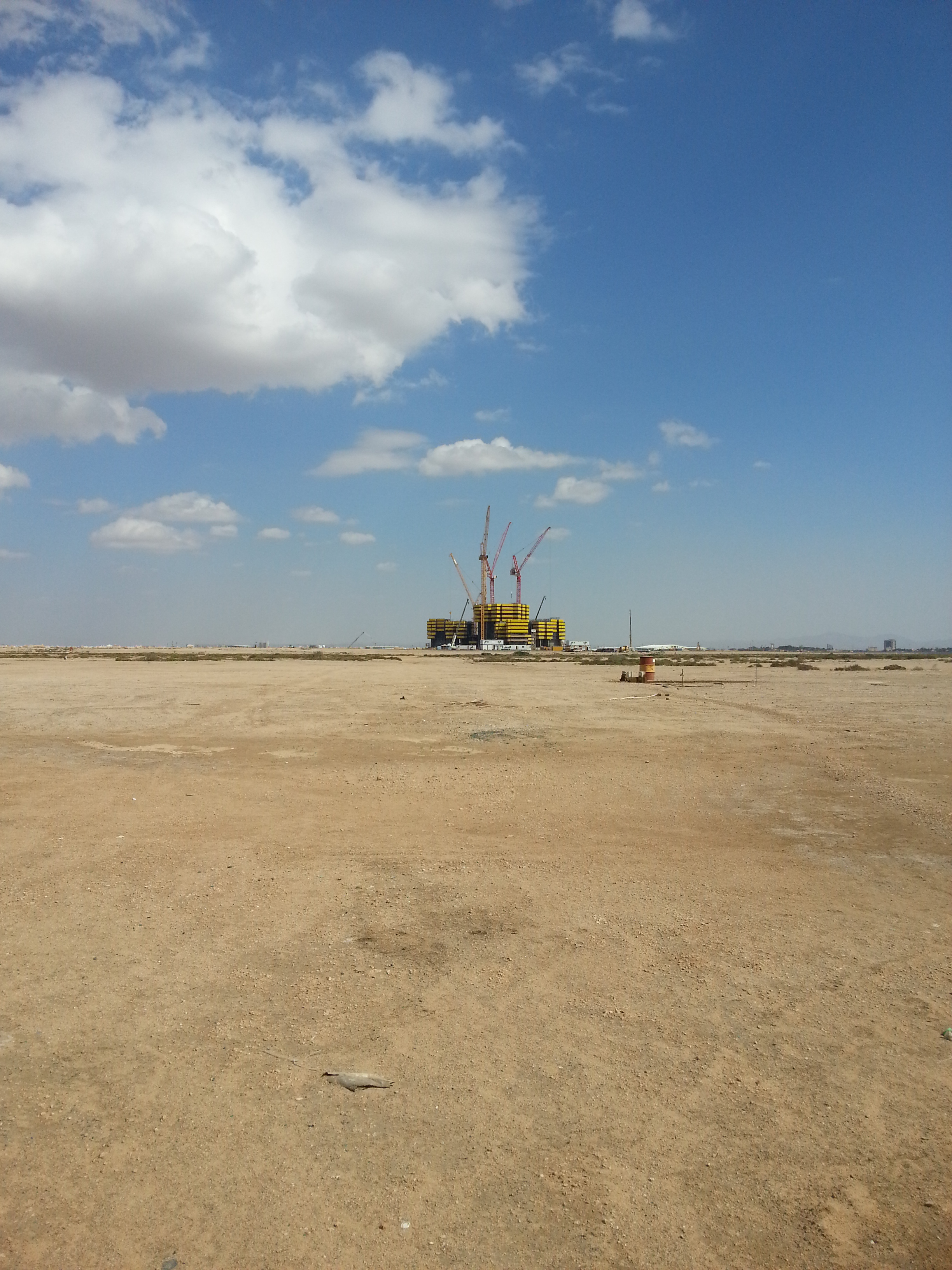
يناير 2015
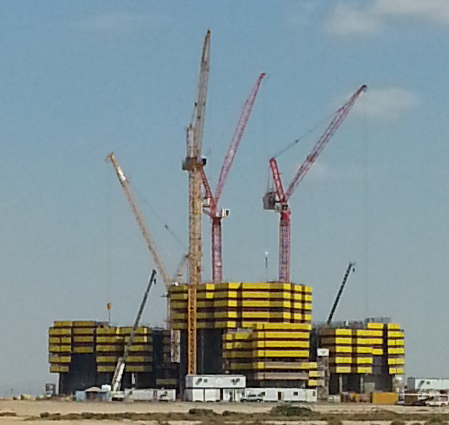
الطابق الثاني عشر في 10 يناير 2015
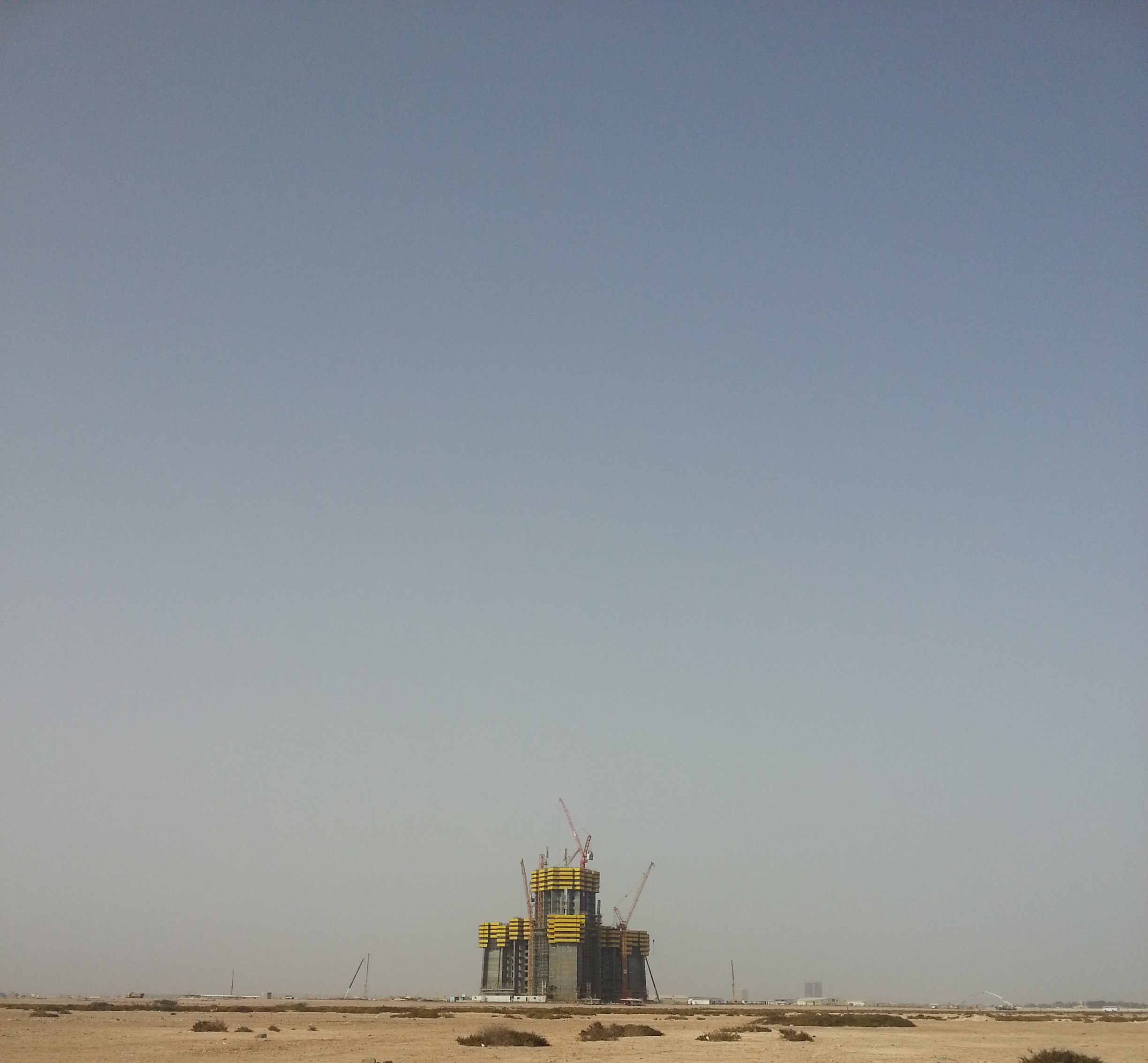
يونيو 2015
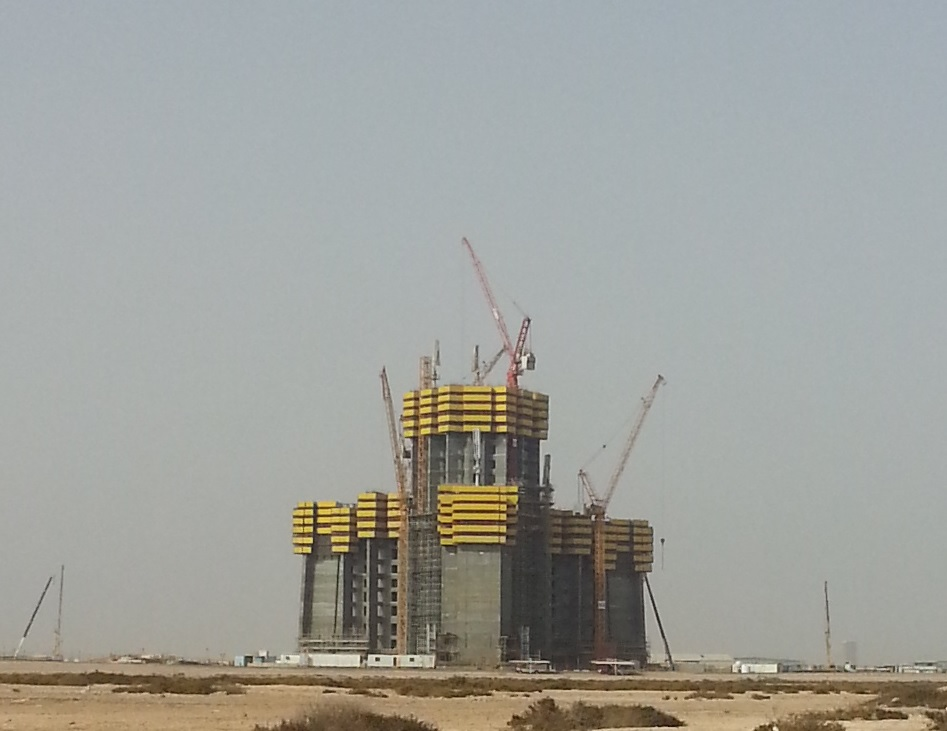
الطابق الثالث والعشرين 7 يونيو 2015
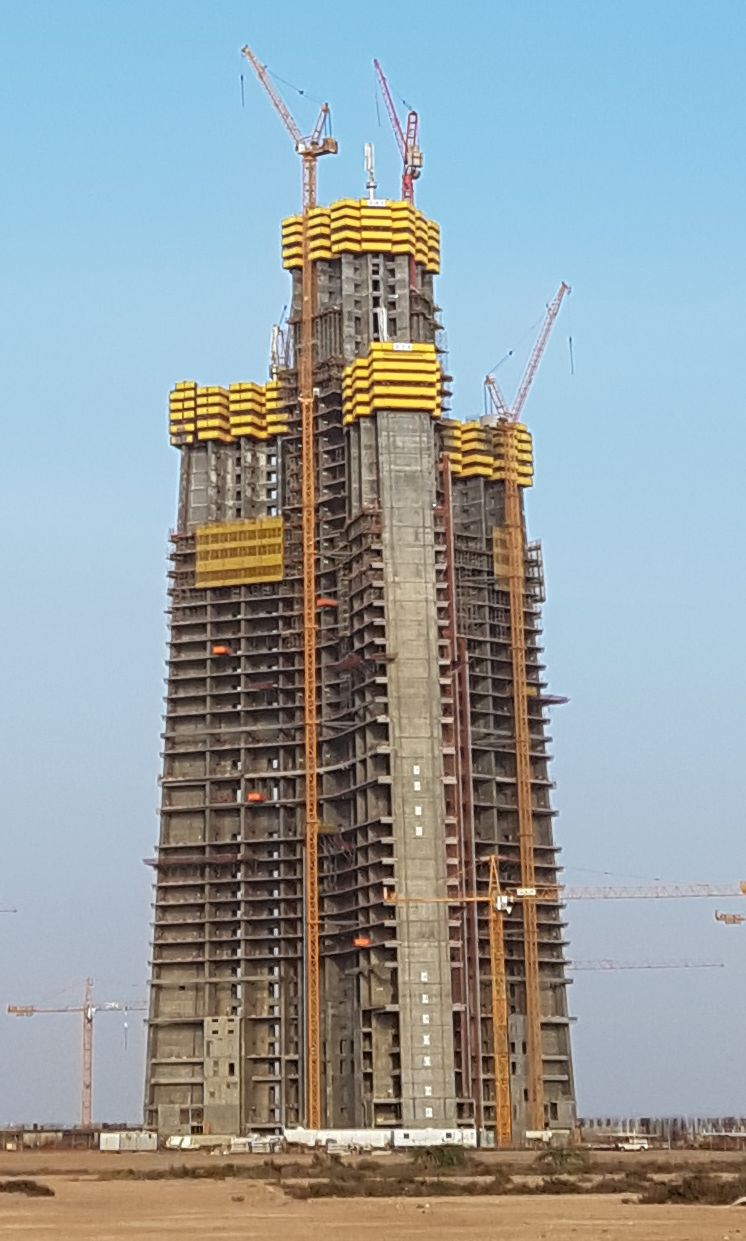
ديسمبر 2016 2016

## وصلات خارجية
الوليد بن طلال يطلق مشروع بناء برج في جدة يزيد ارتفاعه عن ألف متر فيديو، فرانس 24، 3 أغسطس 2011